# Корила
Корила (*Κoρύλας, д/н —бл. 400 до н. е.) — династ Пафлагонії у 425—400 до н. е.. Створив напівнезалежну державу.

## Життєпис
Походив з пафлагонійської плем'яної знаті. Основні відомості про нього містяться у Ксенофонта. Останній зустрів загони, що підпорядковувалися Корилові біля міста Котіори (члена союзу на чолі із Синопою) в Каппадокії. Це свідчить, що Корилу підпорядковувалася не лише Пафлагонія, але й значна частина Каппадокії. Титул Корили невідомий, Ксефонт називає його вождем (δρχων), що мав під владою 100 тис. вояків (напевне є значним перебільшенням). Корила був фактично незалежним володарем, не визнавав владу перського царя Артаксеркса II. Можливо здобути незалежність зміг завдяки боротьбі за владу після смерті царя Дарія II у 404 році до н. е.
В своїй політиці Корила намагався підкорити міста південного узбережжя Чорного моря, насамперед Синопи. В цій ситуації представники останнього намагалися скористатися проходав грецьких найманців на чолі із Ксенофонтом. Зрештою усі сторони зуміли мирно розійстися. Корила був достатньо могутнім, щоб передати владу своєму родичеві Отису, що блилося близько 400 року до н. е.